# Psychotria apodocephala
Psychotria apodocephala är en måreväxtart som beskrevs av Paul Carpenter Standley. Psychotria apodocephala ingår i släktet Psychotria och familjen måreväxter. Inga underarter finns listade i Catalogue of Life.